# Bad Blankenburg
Bad Blankenburg – miasto w Niemczech, w kraju związkowym Turyngia, w powiecie Saalfeld-Rudolstadt. Do 2007 miasto było uzdrowiskiem.

## Zabytki
- gotycki ratusz z XV wieku w otoczeniu kamieniczek barokowych
- dom Friedricha Fröbla ze zbiorami obrazującymi życie i działalność twórcy przedszkoli i ogródków dziecięcych
- ruiny zamku Greifenstein, średniowiecznej warowni uważanej za jedną z najpiękniejszych w Turyngii

## Współpraca
Miejscowość partnerska:
- Hofgeismar, Hesja
- Tarnów Opolski,